# Florens I. (Holland)

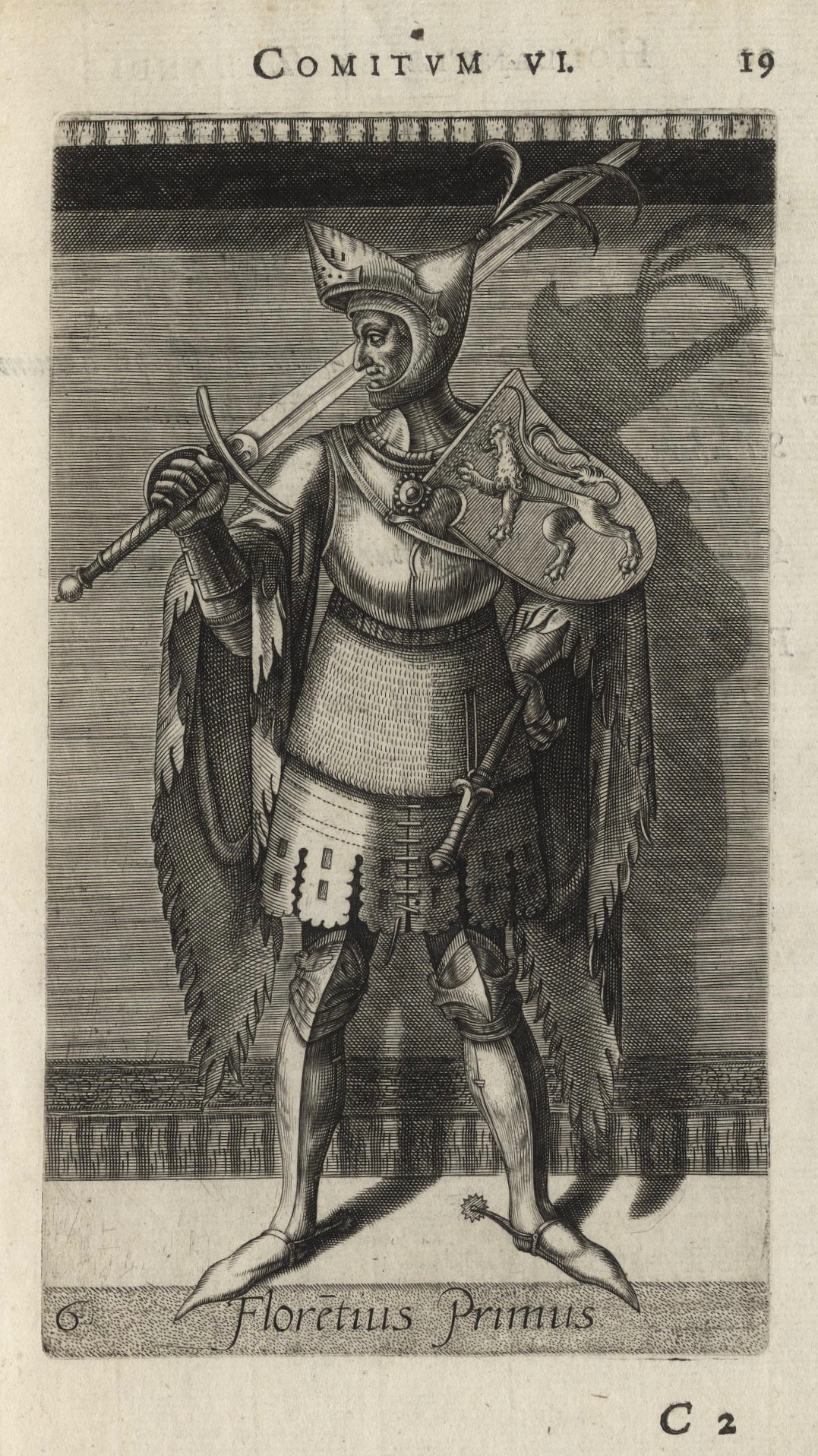
Florens I., ahistorische Phantasiedarstellung 1578

Florens I. (* um 1020; † 18. Juni 1061) war Graf von Holland.
Er war der Sohn des Grafen Dietrich III. von Holland und der Othelendis von Haldensleben, Tochter von Markgraf Bernhard I. von der Nordmark.

## Leben
Florens I. oder Floris I., wie er in Holland hieß, wurde um 1020 geboren. Er übernahm die Regierung ab 1049 von seinem verstorbenen Bruder Dietrich IV. Er unterwarf sich Kaiser Heinrich III. und konnte somit sein Erbe behaupten. Er setzte die traditionell gewordenen Fehden fort. Am 18. Juni 1061 wurde er von Ekbert I., Graf von Braunschweig und Friesland, aus Rivalität um Friesland ermordet.

## Ehe und Nachkommen
Er heiratete 1050 Gertrud Billung von Sachsen (* um 1035; † 4. August 1113), Tochter des Herzogs Bernhard II. Mit ihr hatte er folgende Kinder: 
- Dietrich V. (* um 1051; † 17. Juni 1091)
- Bertha (* um 1055; † 1094) ⚭ 1071 Philipp I., König von Frankreich (* 1052; † 29. Juli 1108)
- Adele ⚭ Balduin I. Graf von Guînes († 1092/96) (Haus Guînes)
- Albert, Domherr
- Florens, Domherr
- Peter, Domherr
- unbekannt
- unbekannt